# Fedcupový tým Rumunska
Rumunsko v Billie Jean King Cupu reprezentuje Rumunsko v tenisové soutěži ženských týmů  od roku 1973 pod vedením národního svazu Federația Română de Tenis.
Při svém debutu v roce 1973 Rumunsko dosáhlo svého nejlepšího výsledku, když postoupilo do světového semifinále. Poraženo odešlo od Jihoafrické republiky. Podruhé si semifinále zahrálo při derniéře formátu dvou světových skupin, v ročníku 2019, kdy nestačilo na Francii.
Nehrajícím kapitánem je bývalý tenista Horia Tecău.

## Statistiky

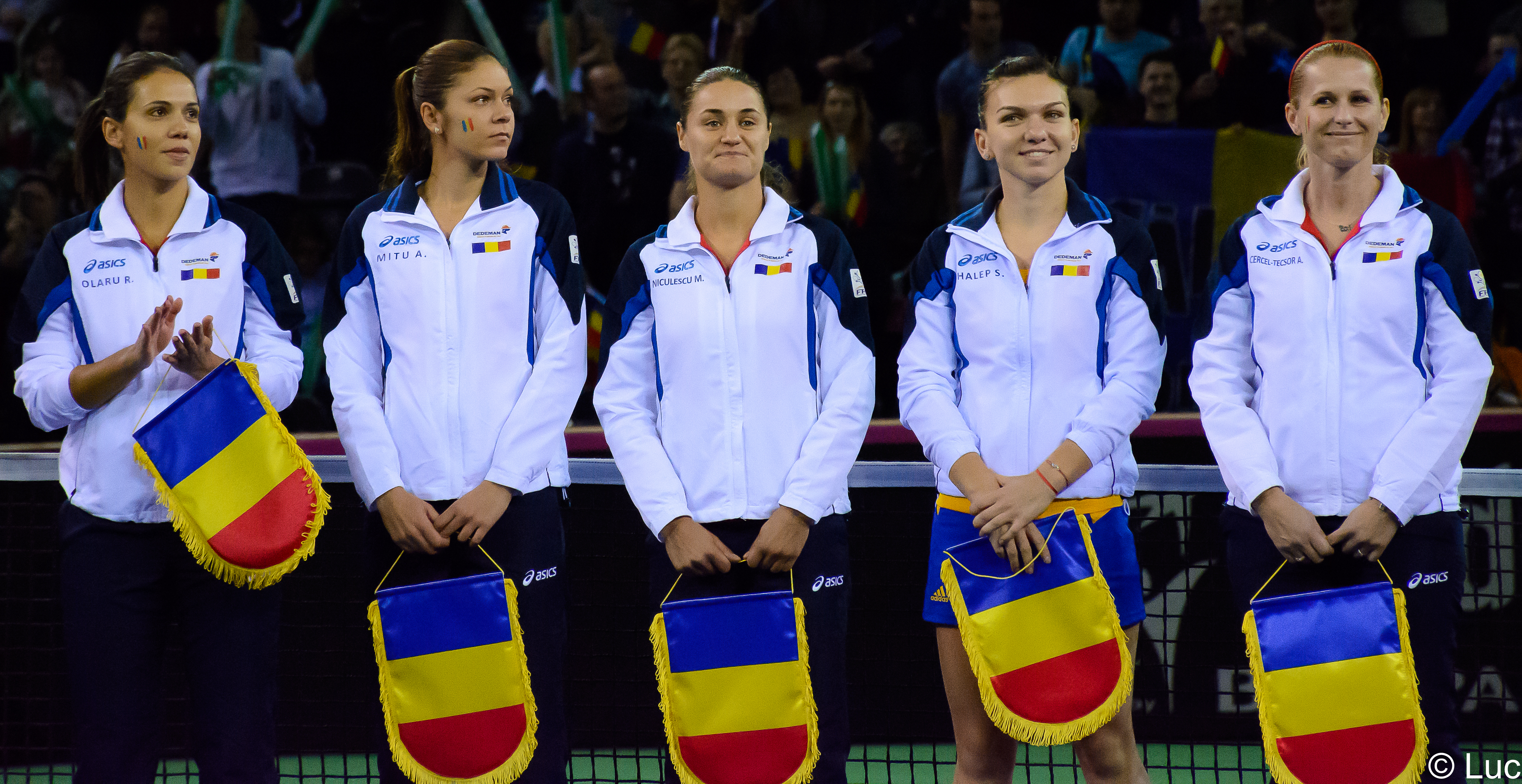
Rumunsko ve světovém čtvrtfinále 2016 proti Česku: Olaruová, Mituová, Niculescuová, Halepová a kapitánka Cercel-Tescorová

Hráčským týmovým statistikám vévodí bývalá členka světové třicítky Monica Niculescuová, která vyhrála 33 utkání včetně 18 čtyřher. Nastoupila i do nejvyššího počtu 40 mezistátních zápasů v rekordních čtrnácti ročnících. Nejvíce, 21 vítězných dvouher dosáhla Ruxandra Dragomirová.
Dvacet a více utkání vyhrály Monica Niculescuová, Ruxandra Dragomirová, Simona Halepová, Virginia Ruziciová a Cătălina Cristeaová. Jako nejmladší členka týmu do soutěže zasáhla Sorana Cîrsteaová, když v 16 letech a 14 dnech odehrála dubnovou 1. skupinu euroafrické zóny 2006 proti Švédsku. Naopak nejstarší Rumunkou v soutěži se stala Niculescuová, jíž bylo 36 let a 47 dní v listopadové světové baráži 2023 proti Srbsku. Obrat ze stavu 0–2 se Rumunsku podařil v kvalifikačním kole 2024 s Ukrajinou. První otočení duelu ze stavu 1–2 výběr dosáhl ve 2. světové skupině 2015 proti Španělsku.

## Historie
Ve světovém čtvrtfinále Rumunsko prohrálo v letech 1974, 1978, 1980, 1981 a 2016, kdy se do nejvyšší úrovně soutěže vrátilo po čtrnáctileté absenci. Naposledy předtím odehrálo Světovou skupinu v roce 1992. V období 1992–2014 se účastnilo pouze první a druhé skupiny zóny Evropy a Afriky. V ročníku 1999 pak v baráži druhé světové skupiny neúspěšně usilovalo o postup do nejvyšší etáže, když nestačilo na Austrálii a Argentinu vždy 1–2 na zápasy.

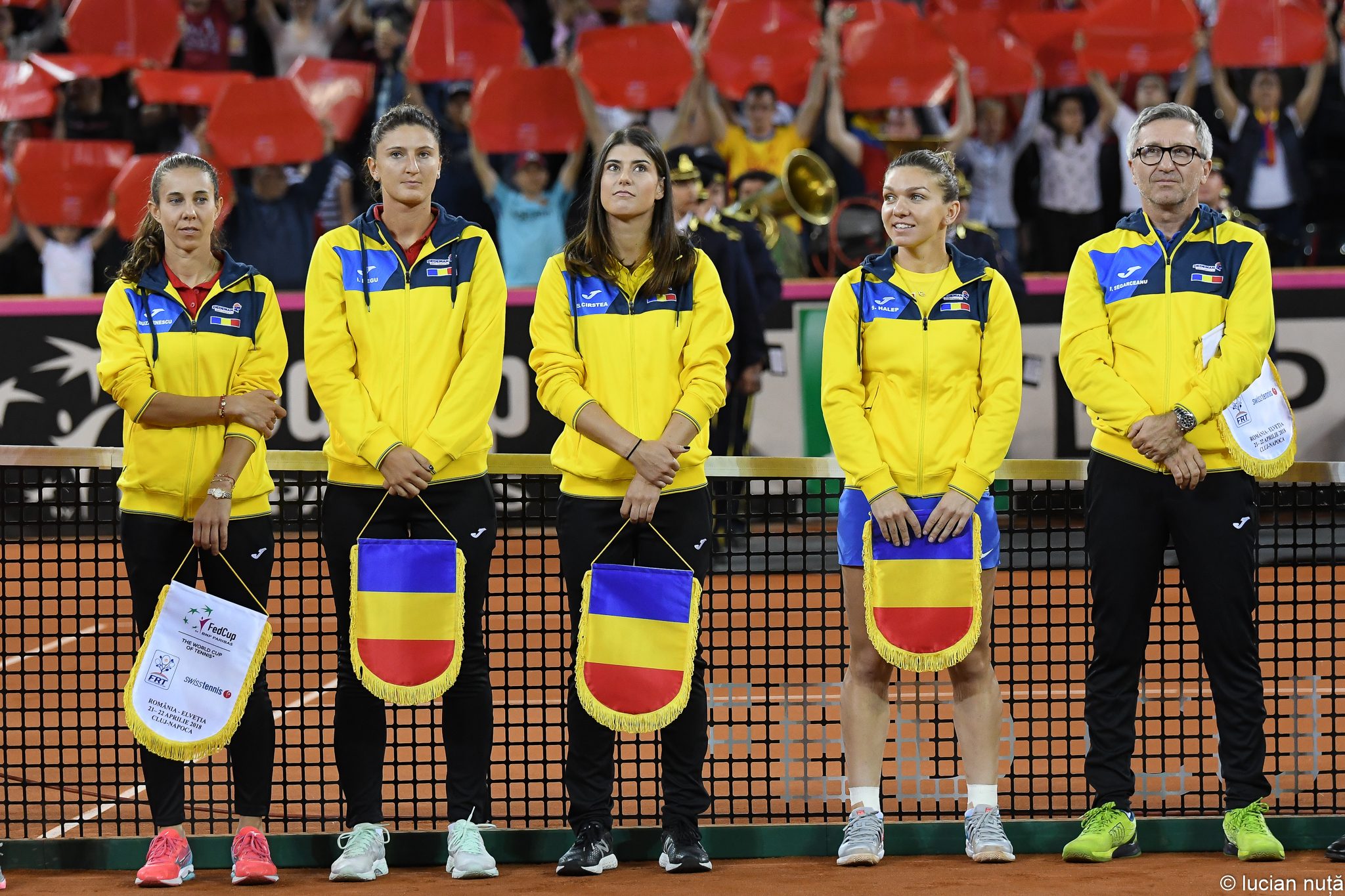
Rumunsko ve světové baráži 2018 proti Švýcarsku: Buzărnescuová, Beguová, Cîrsteaová, Halepová a kapitán Segărceanu

V ročnících 2013 a 2014 byly členkami týmu čtyři Rumunky z elitní světové stovky. Postup do druhé světové skupiny vybojovaly v dubnové baráži 2014 proti Srbsku, které zdolaly 4–1 na zápasy. Díky výhrám nad Španělskem ve 2. světové skupině 2015 a Kanadou v navazující světové baráži se rumunský tým vrátil po čtrnácti letech do Světové skupiny. V klužském světovém čtvrtfinále 2016 však pod vedením světové trojky Simony Halepové podlehl dvojnásobným obhájkyním z Česka 2–3 na zápasy. Po další klužské porážce ve světové baráži s Německem, Rumunky sestoupily do druhé světové skupiny 2017 a v ní nestačily na Belgii.
Ve 2. světové skupině 2018 Rumunky přehrály Kanadu a vítězná světová baráž nad Švýcarskem znamenala postup do Světové skupiny 2019, v ročníku, který ukončil formát dvou světových skupin. V ostravském světovém čtvrtfinále 2019 Rumunsko poprvé porazilo Česko, když bod z rozhodující čtyřhry získaly Irina-Camelia Beguová s Monicou Niculescuovou nad prvním světovým párem Krejčíková a Siniaková. Rounské semifinále bylo vyrovnáním týmového maxima. Přestože světová dvojka Halepová vyhrála dvouhry nad Mladenovicovou i Garciaovou, další tři body připadly Francouzkám, které otočily průběh ze stavu 1–2 na zápasy. Po zavedení finálového turnaje Rumunky nezvládly kvalifikační kolo v ročnících 2021, 2022 ani 2023. Dlouholetá rumunská jednička Halepová oslabila tým v sezóně 2022 po zákazu startu do roku 2026 v důsledku dopingové kauzy.

## Výsledky
V letech 1973–2009 jsou zahrnuty pouze zápasy světové skupiny, druhé světové skupiny a jejich baráží.

### 1973–1979
| Rok  | soutěž                       | datum     | místo                        | soupeř          | skóre | výsledek |
| ---- | ---------------------------- | --------- | ---------------------------- | --------------- | ----- | -------- |
| 1973 | Světová skupina, 1. kolo     | 1. května | Bad Homburg, Západní Německo | Brazílie        | 3–0   | výhra    |
| 1973 | Světová skupina, 2. kolo     | 3. května | Bad Homburg, Západní Německo | Švédsko         | 2–1   | výhra    |
| 1973 | Světová skupina, čtvrtfinále | 4. května | Bad Homburg, Západní Německo | Velká Británie  | 2–1   | výhra    |
| 1973 | Světová skupina, semifinále  | 5. května | Bad Homburg, Západní Německo | Jižní Afrika    | 1–2   | prohra   |
| 1974 | Světová skupina, 1. kolo     | květen    | Neapol, Itálie               | Argentina       | 2–1   | výhra    |
| 1974 | Světová skupina, 2. kolo     | květen    | Neapol, Itálie               | Švédsko         | 2–1   | výhra    |
| 1974 | Světová skupina, čtvrtfinále | květen    | Neapol, Itálie               | Západní Německo | 0–3   | prohra   |
| 1975 | Světová skupina, 1. kolo     | květen    | Aix-en-Provence, Francie     | Lucembursko     | 3–0   | výhra    |
| 1975 | Světová skupina, 2. kolo     | květen    | Aix-en-Provence, Francie     | Itálie          | 1–2   | prohra   |
| 1976 | Světová skupina, 1. kolo     | srpen     | Filadelfie, Spojené státy    | Austrálie       | 0–3   | prohra   |
| 1978 | Světová skupina, 1. kolo     | listopad  | Melbourne, Austrálie         | Itálie          | 2–1   | výhra    |
| 1978 | Světová skupina, 2. kolo     | listopad  | Melbourne, Austrálie         | Švýcarsko       | 2–1   | výhra    |
| 1978 | Světová skupina, čtvrtfinále | prosinec  | Melbourne, Austrálie         | Sovětský svaz   | 0–3   | prohra   |
| 1979 | Světová skupina, 1. kolo     | duben     | Madrid, Španělsko            | Mexiko          | 2–1   | výhra    |
| 1979 | Světová skupina, 2. kolo     | květen    | Madrid, Španělsko            | Švýcarsko       | 1–2   | prohra   |

### 1980–1989
| Rok  | soutěž                       | datum    | místo                   | soupeř         | skóre | výsledek |
| ---- | ---------------------------- | -------- | ----------------------- | -------------- | ----- | -------- |
| 1980 | Světová skupina, 1. kolo     | květen   | Berlín, Západní Německo | Irsko          | 3–0   | výhra    |
| 1980 | Světová skupina, 2. kolo     | květen   | Berlín, Západní Německo | Švýcarsko      | 2–1   | výhra    |
| 1980 | Světová skupina, čtvrtfinále | květen   | Berlín, Západní Německo | Československo | 1–2   | prohra   |
| 1981 | Světová skupina, 1. kolo     | listopad | Tokio, Japonsko         | Maďarsko       | 3–0   | výhra    |
| 1981 | Světová skupina, 2. kolo     | listopad | Tokio, Japonsko         | Izrael         | 3–0   | výhra    |
| 1981 | Světová skupina, čtvrtfinále | listopad | Tokio, Japonsko         | Spojené státy  | 0–3   | prohra   |
| 1983 | Světová skupina, 1. kolo     | červenec | Curych, Švýcarsko       | Kanada         | 3–0   | výhra    |
| 1983 | Světová skupina, 2. kolo     | červenec | Curych, Švýcarsko       | Švýcarsko      | 1–2   | prohra   |
| 1986 | Světová skupina, 1. kolo     | červenec | Praha, Československo   | Brazílie       | 1–2   | prohra   |

### 1990–1999
| Rok  | soutěž                               | datum        | místo                          | soupeř      | skóre | výsledek |
| ---- | ------------------------------------ | ------------ | ------------------------------ | ----------- | ----- | -------- |
| 1991 | Světová skupina, 1. kolo             | 22. července | Nottingham, Spojené království | Finsko      | 0–3   | prohra   |
| 1991 | Světová skupina, baráž               | 24. července | Nottingham, Spojené království | Portugalsko | 2–0   | výhra    |
| 1992 | Světová skupina, 1. kolo             | 14. července | Frankfurt, Německo             | Rakousko    | 2–1   | prohra   |
| 1992 | Světová skupina, baráž               | 16. července | Frankfurt, Německo             | Bulharsko   | 1–2   | prohra   |
| 1999 | 2. světová skupina, základní skupina | 21. července | Amsterdam, Nizozemsko          | Tchaj-wan   | 3–0   | výhra    |
| 1999 | 2. světová skupina, základní skupina | 22. července | Amsterdam, Nizozemsko          | Argentina   | 1–2   | prohra   |
| 1999 | 2. světová skupina, základní skupina | 23. července | Amsterdam, Nizozemsko          | Austrálie   | 1–2   | prohra   |

### 2010–2019
| Rok  | soutěž                               | datum         | místo               | povrch     | soupeř         | skóre | výsledek |
| ---- | ------------------------------------ | ------------- | ------------------- | ---------- | -------------- | ----- | -------- |
| 2014 | Zóna Evropy a Afriky, 1. skupina     | 5. února      | Budapešť, Maďarsko  | tvrdý (h)  | Maďarsko       | 2–1   | výhra    |
| 2014 | Zóna Evropy a Afriky, 1. skupina     | 7. února      | Budapešť, Maďarsko  | tvrdý (h)  | Velká Británie | 2–1   | výhra    |
| 2014 | Zóna Evropy a Afriky, 1. skupina     | 8. února      | Budapešť, Maďarsko  | tvrdý (h)  | Lotyšsko       | 2–1   | výhra    |
| 2014 | Zóna Evropy a Afriky, zápas o postup | 9. února      | Budapešť, Maďarsko  | tvrdý (h)  | Ukrajina       | 2–0   | výhra    |
| 2014 | 2. světová skupina, baráž            | 19.–20. dubna | Bukurešť, Rumunsko  | antuka     | Srbsko         | 4–1   | výhra    |
| 2015 | 2. světová skupina, 1. kolo          | 7.–8. února   | Galați, Rumunsko    | tvrdý (h)  | Španělsko      | 3–2   | výhra    |
| 2015 | Světová skupina, baráž               | 18.–19. dubna | Montréal, Kanada    | tvrdý (h)  | Kanada         | 3–2   | výhra    |
| 2016 | Světová skupina, 1. kolo             | 6.–7. února   | Kluž, Rumunsko      | tvrdý (h)  | Česko          | 2–3   | prohra   |
| 2016 | Světová skupina, baráž               | 16.–17. dubna | Bukurešť, Rumunsko  | antuka (h) | Německo        | 1–4   | prohra   |
| 2017 | 2. světová skupina, 1. kolo          | 11.–12. února | Bukurešť, Rumunsko  | tvrdý (h)  | Belgie         | 1–3   | prohra   |
| 2017 | 2. světová skupina, baráž            | 22.–23. dubna | Constanța, Rumunsko | antuka (h) | Velká Británie | 3–2   | výhra    |
| 2018 | 2. světová skupina, 1. kolo          | 10.–11. února | Kluž, Rumunsko      | tvrdý (h)  | Kanada         | 3–1   | výhra    |
| 2018 | Světová skupina, baráž               | 21.–22. dubna | Kluž, Rumunsko      | tvrdý (h)  | Švýcarsko      | 3–1   | výhra    |
| 2019 | Světová skupina, 1. kolo             | 9.–10. února  | Ostrava, Česko      | tvrdý (h)  | Česko          | 3–2   | výhra    |
| 2019 | Světová skupina, semifinále          | 20.–21. dubna | Rouen, Francie      | antuka (h) | Francie        | 2–3   | prohra   |

### 2020–2029
| Rok  | soutěž                      | datum              | místo                           | povrch     | soupeř    | skóre | výsledek |
| ---- | --------------------------- | ------------------ | ------------------------------- | ---------- | --------- | ----- | -------- |
| 2021 | Kvalifikační kolo           | 7.–8. února 2020   | Kluž, Rumunsko                  | antuka (h) | Rusko     | 2–3   | prohra   |
| 2021 | Kvalifikační kolo, baráž    | 16.–17. dubna 2021 | Kluž, Rumunsko                  | tvrdý (h)  | Itálie    | 1–3   | prohra   |
| 2022 | Kvalifikační kolo           | 15.–16. dubna      | Radom, Polsko                   | tvrdý (h)  | Polsko    | 0–4   | prohra   |
| 2022 | Kvalifikační kolo, baráž    | 11.–12. listopadu  | Oradea, Rumunsko                | tvrdý (h)  | Maďarsko  | 4–0   | výhra    |
| 2023 | Kvalifikační kolo           | 14.–15. dubna      | Koper, Slovinsko                | antuka     | Slovinsko | 2–3   | prohra   |
| 2023 | Kvalifikační kolo, baráž    | 10.–11. listopadu  | Kraljevo, Srbsko                | antuka (h) | Srbsko    | 4–0   | výhra    |
| 2024 | Kvalifikační kolo           | 12.–13. dubna      | Fernandina Beach, Spojené státy | antuka (z) | Ukrajina  | 3–2   | výhra    |
| 2024 | Finálový turnaj, osmifinále | 14. listopadu      | Malaga, Španělsko               | tvrdý (h)  | Japonsko  | 1–2   | prohra   |

## Složení týmu
| Rok  | Členky týmu           | Členky týmu            | Členky týmu            | Členky týmu           |
| ---- | --------------------- | ---------------------- | ---------------------- | --------------------- |
| 2009 | Sorana Cîrsteaová     | Monica Niculescuová    | Ioana Raluca Olaruová  | Mihaela Buzărnescuová |
| 2010 | Alexandra Dulgheruová | Ioana Raluca Olaruová  | Simona Halepová        | Irina-Camelia Beguová |
| 2011 | Sorana Cîrsteaová     | Monica Niculescuová    | Alexandra Dulgheruová  | Cristina Dinuová      |
| 2012 | Monica Niculescuová   | Irina-Camelia Beguová  | Simona Halepová        | Mihaela Buzărnescuová |
| 2013 | Sorana Cîrsteaová     | Andreea Mituová        | Ioana Raluca Olaruová  | Cristina Dinuová      |
| 2014 | Simona Halepová       | Sorana Cîrsteaová      | Irina-Camelia Beguová  | Monica Niculescuová   |
| 2015 | Irina-Camelia Beguová | Alexandra Dulgheruová  | Andreea Mituová        | Raluca Olaruová       |
| 2015 | Simona Halepová       | Monica Niculescuová    | Sorana Cîrsteaová      | —                     |
| 2016 | Irina-Camelia Beguová | Alexandra Dulgheruová  | Simona Halepová        | Monica Niculescuová   |
| 2016 | Andreea Mituová       | Raluca Olaruová        | —                      | —                     |
| 2017 | Irina-Camelia Beguová | Sorana Cîrsteaová      | Simona Halepová        | Monica Niculescuová   |
| 2017 | Patricia Maria Țigová | —                      | —                      | —                     |
| 2018 | Irina-Camelia Beguová | Mihaela Buzărnescuová  | Sorana Cîrsteaová      | Simona Halepová       |
| 2018 | Ana Bogdanová         | Raluca Olaruová        | —                      | —                     |
| 2019 | Simona Halepová       | Mihaela Buzarnescuová  | Irina-Camelia Beguová  | Ana Bogdanová         |
| 2019 | Monica Niculescuová   | —                      | —                      | —                     |
| 2021 | Ana Bogdanová         | Irina Baraová          | Elena-Gabriela Ruseová | Jaqueline Cristianová |
| 2021 | Ioana Raluca Olaruová | Monica Niculescuová    | —                      | —                     |
| 2022 | Irina-Camelia Beguová | Mihaela Buzărnescuová  | Andreea Prisăcariuová  | Andreea Mituová       |
| 2022 | Monica Niculescuová   | Jaqueline Cristianová  | Ana Bogdanová          | —                     |
| 2023 | Ana Bogdanová         | Jaqueline Cristianová  | Irina Baraová          | Anca Todoniová        |
| 2023 | Monica Niculescuová   | —                      | —                      | —                     |
| 2024 | Ana Bogdanová         | Jaqueline Cristianová  | Anca Todoniová         | Mara Gaeová           |
| 2024 | Monica Niculescuová   | Elena-Gabriela Ruseová | —                      | —                     |

## Galerie

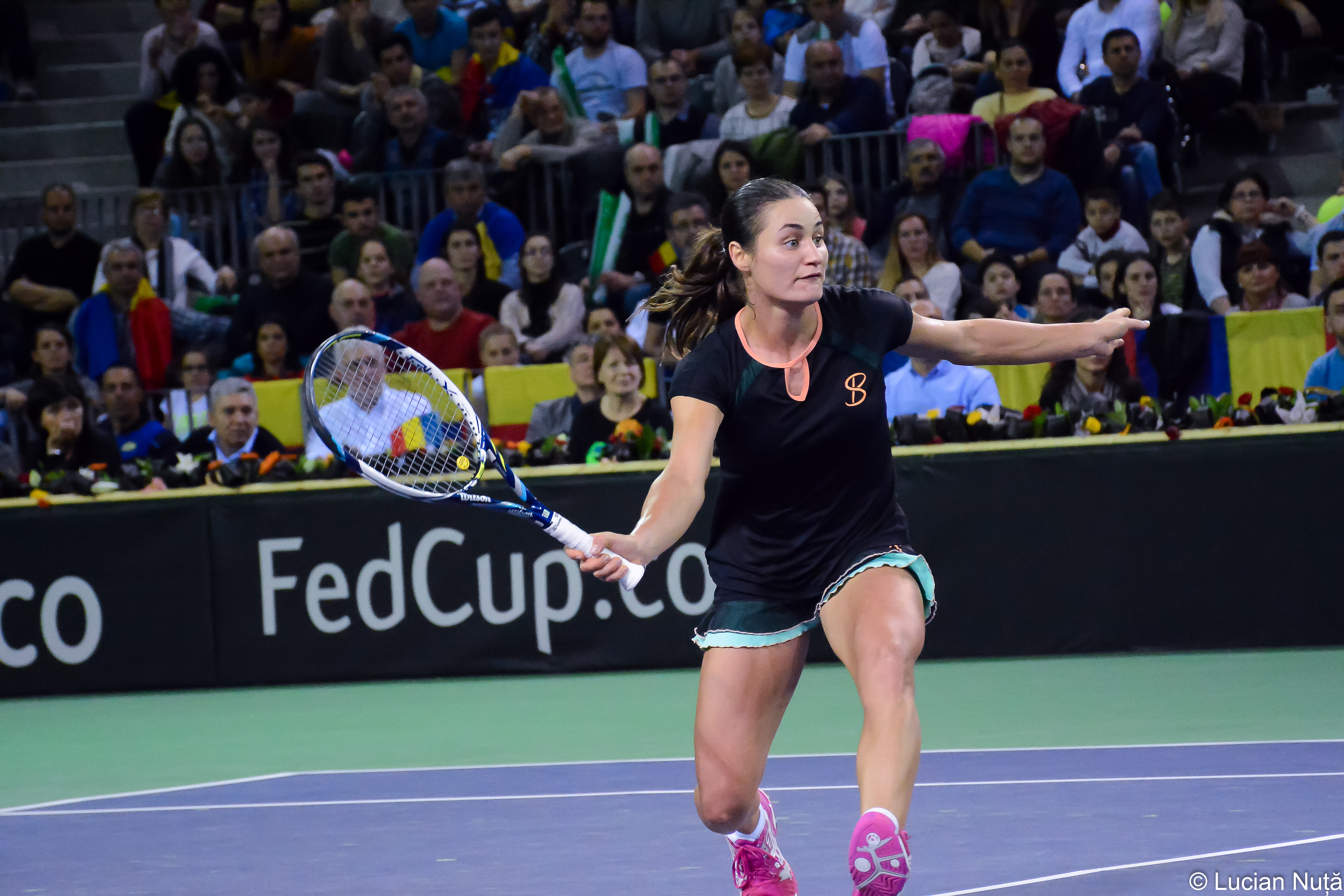
Monica Niculescuová ve Světové skupině 2016
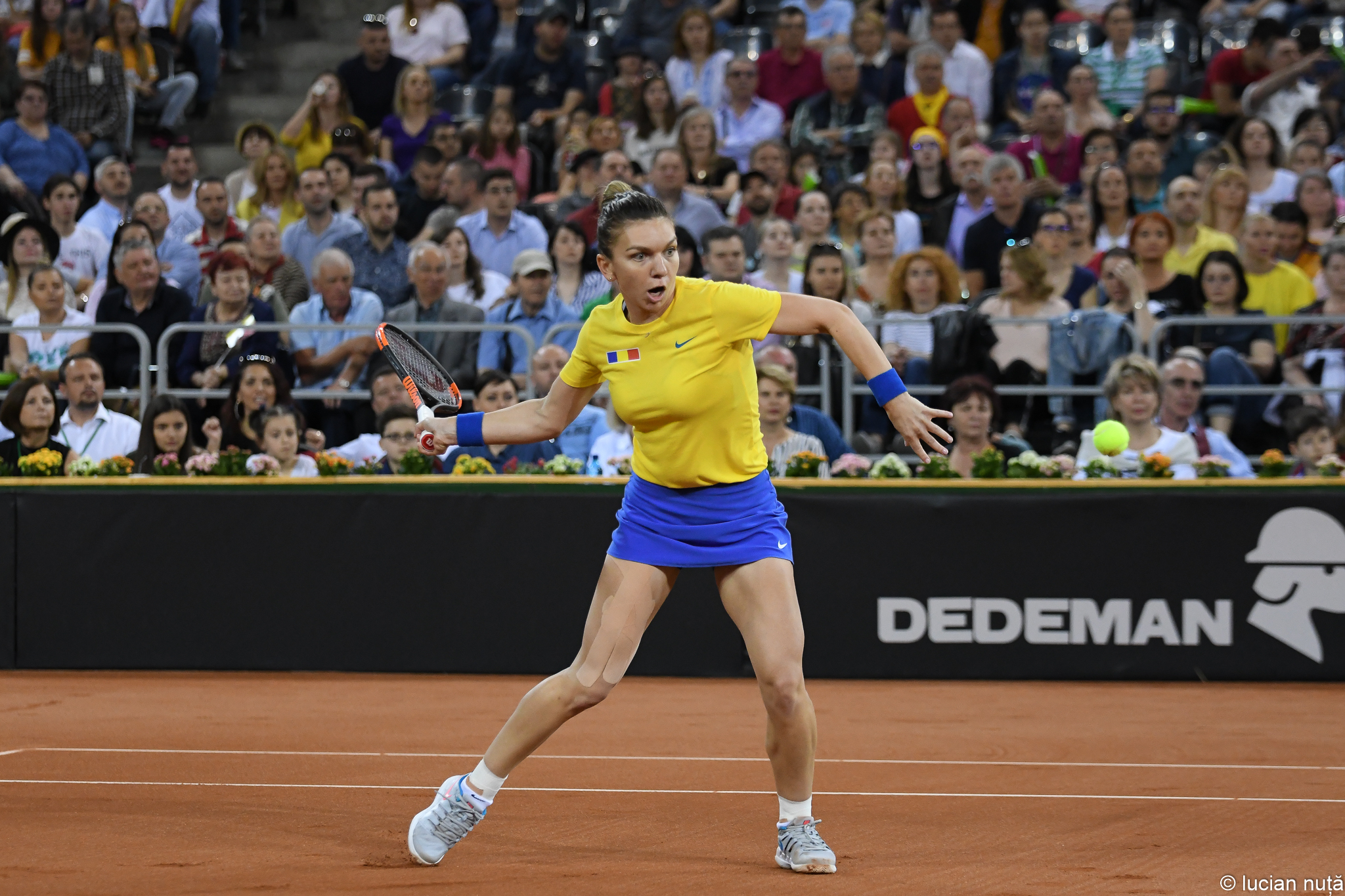
Simona Halepová ve světové baráži 2018
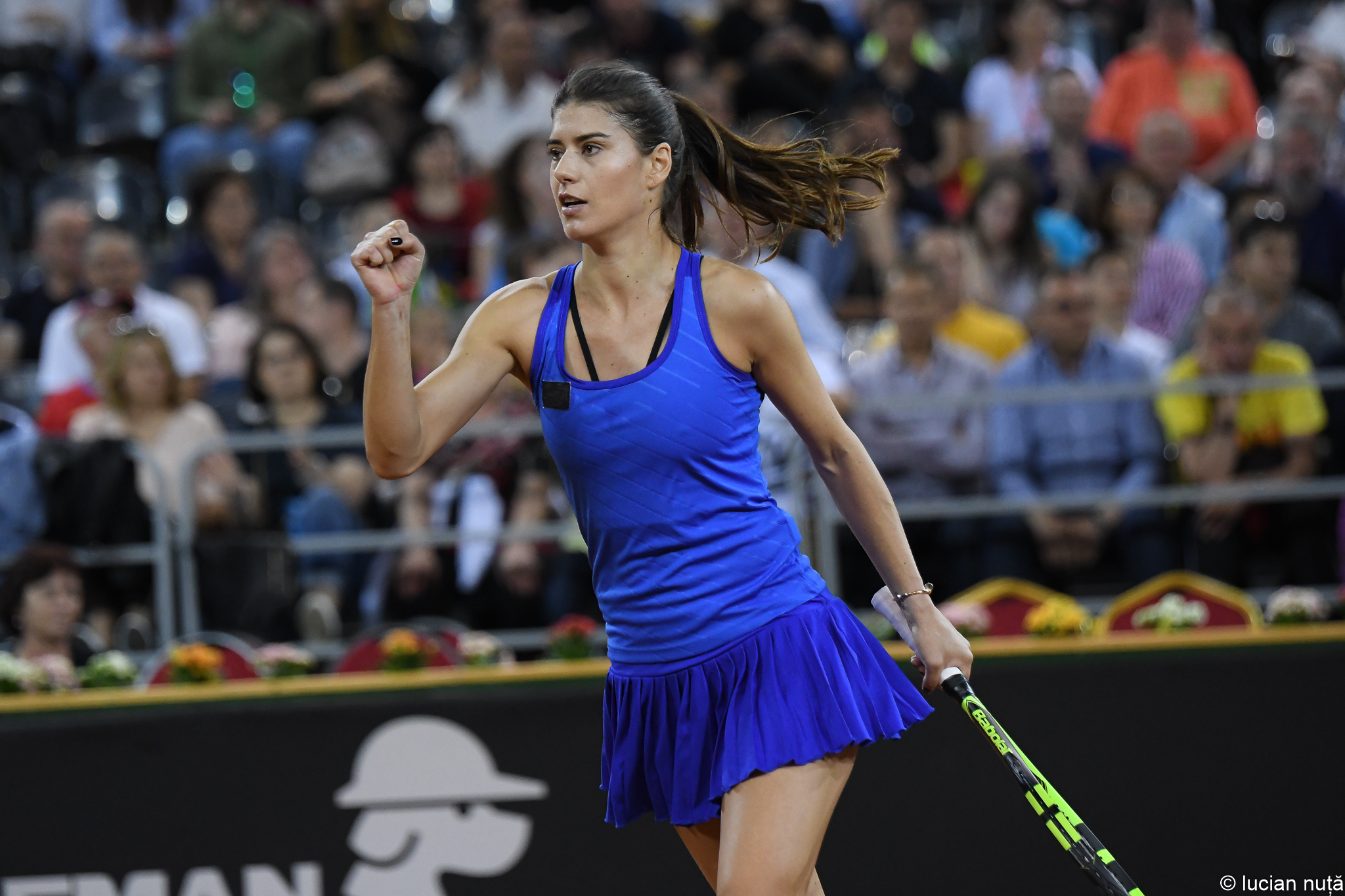
Sorana Cîrsteaová ve světové baráži 2018
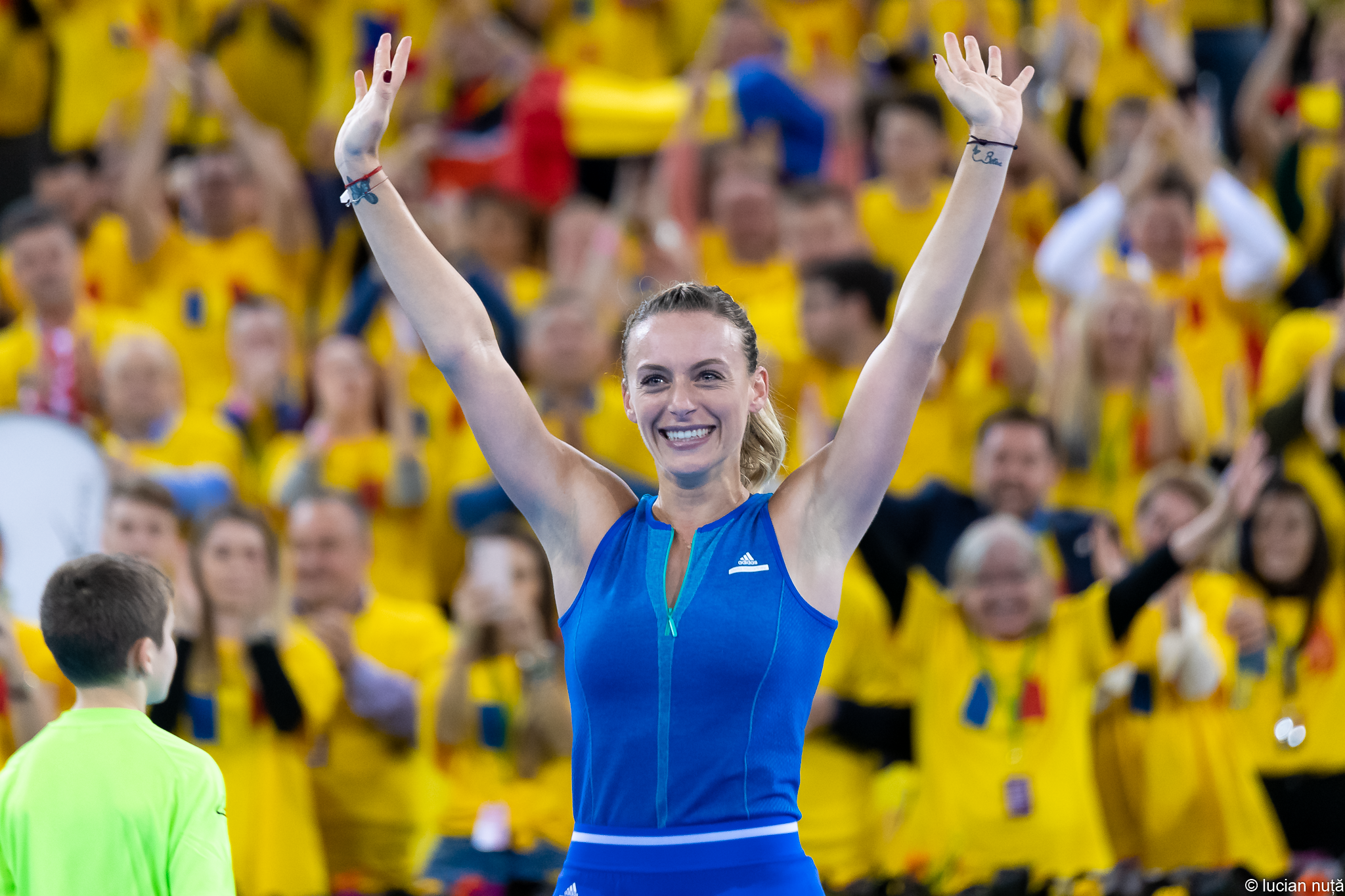
Ana Bogdanová v kvalifikačním kole 2021